# Somatochlora williamsoni
Somatochlora williamsoni är en trollsländeart som beskrevs av Walker 1907. Somatochlora williamsoni ingår i släktet glanstrollsländor, och familjen skimmertrollsländor. Inga underarter finns listade i Catalogue of Life.